# 普里利迪亚诺·普埃雷东
普里利迪亚诺·普埃雷东（西班牙語：Prilidiano Pueyrredón，1823年1月24日—1870年11月3日），阿根廷画家、建筑师。生于布宜诺斯艾利斯，为政治家胡安·马丁·德普埃雷东之子，早年留学欧洲，後返回阿根廷从事建筑修复业，在绘画领域，其以肖像画与风景画见长，也是19世纪阿根廷民族藝術的先驅之一。

## 生平
普里利迪亚诺·普埃雷东于1823年1月24日出生在一个贵族家庭，其父母分别是胡安·马丁·德普埃雷东及玛丽亚·卡利斯塔·特耶切阿·卡比埃德斯（María Calixta Tellechea y Caviedes），其中，胡安·马丁·德普埃雷东是阿根廷独立运动的领导人之一，也与诗人何塞·埃尔南德斯有亲缘关系:474-475。1835年，胡安·曼努埃尔·德罗萨斯第二次担任布宜諾斯艾利斯省長（即事实上的总统）後，胡安·马丁·德普埃雷东因为与其政见不合、主张一元制而受到打压，随即率全家迁居法国，期间也曾在巴西居住，年少的普里利迪亚诺·普埃雷东在巴黎綜合理工學院学习了建筑工程学，期间，他还拜访了阿根廷另一位独立运动领导人何塞·德·圣马丁。
1849年，其父胡安·马丁·德普埃雷东病重，普里利迪亚诺·普埃雷东因此随父亲返回布宜諾斯艾利斯。隔年，其父便在聖伊西德羅的家族莊園去世，普里利迪亚诺·普埃雷东继承了家产，与此同时，他也开始投身阿根廷的建筑业，指导设计建筑:987-989，这些建筑中也包括后来成为总统官邸的奧利沃斯莊園。1851年，普埃雷东再度随母亲前往欧洲，在离开阿根廷之前，他还为高地酋胡安·曼努埃尔·德罗萨斯的女儿曼努埃拉·罗萨斯画了一幅全身像。1854年，他回到布宜諾斯艾利斯，擔任市政技術員，充当了布市多个建设專案的顧問建築師，亦继续自己的绘画创作:989。
普里利迪亚诺·普埃雷东原本患有糖尿病，在1869年初，其病情进一步惡化，這影響了他的視力，导致他无法正常创作，加上母親過世，他悲痛不已的心情以及心臟和腎臟的病变加剧了病情，普埃雷东最终也因糖尿病於1870年11月3日在布宜诺斯艾利斯逝世:989。后来，阿根廷政府将他逝世的日期立为“造型藝術家日”（Día del Artista y la Artista Plásticos），以纪念他對阿根廷在地艺术的贡献，阿根廷国内还有以他命名的艺术学校。

## 畫作
普里利迪亚诺·普埃雷东以风景画及肖像画见长，其中，风景画多描述阿根廷国内的各种生活场面，画面也较为开阔，在一定程度上反映了阿根廷在地人的风俗。

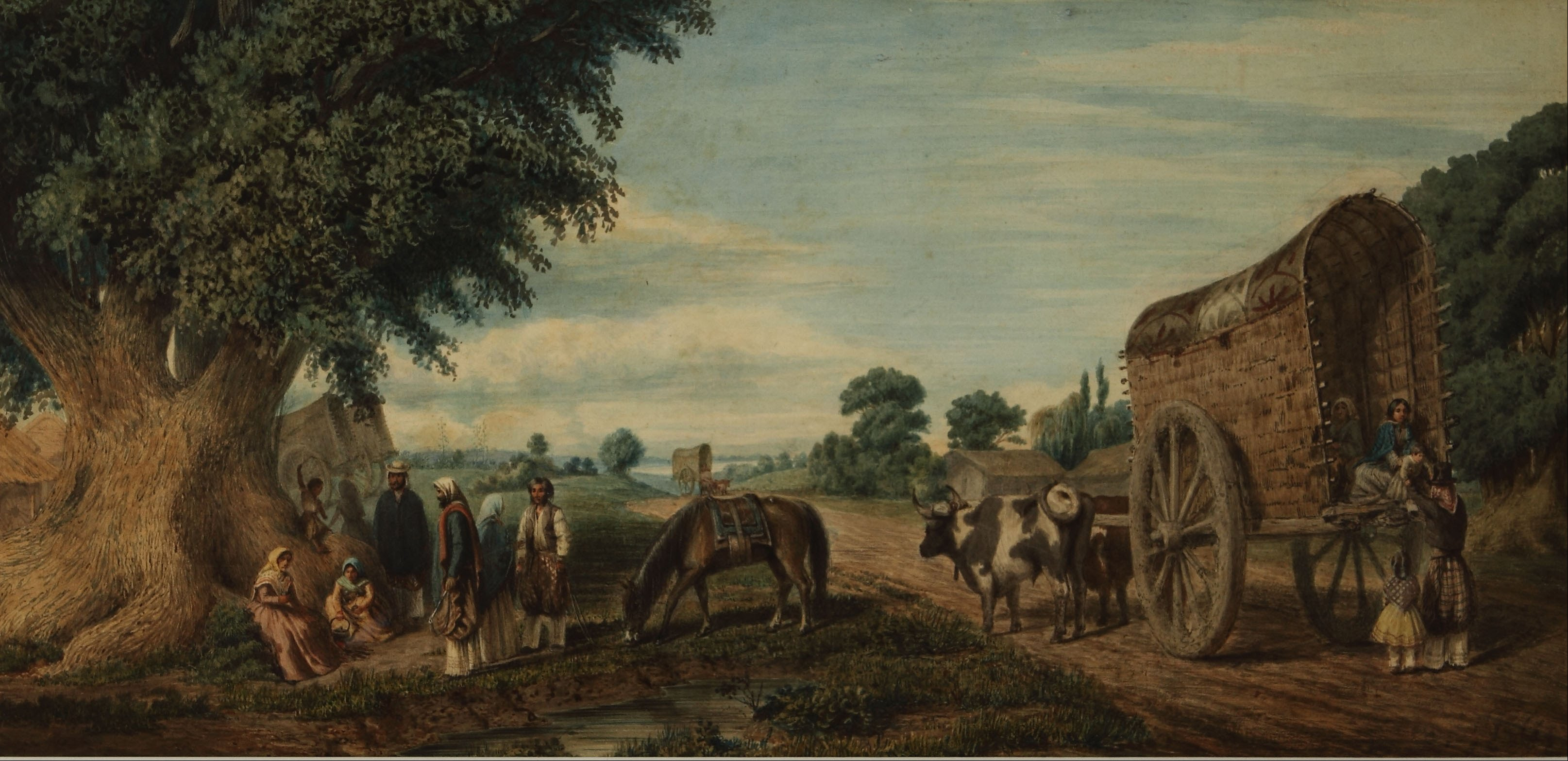
圣伊西德罗
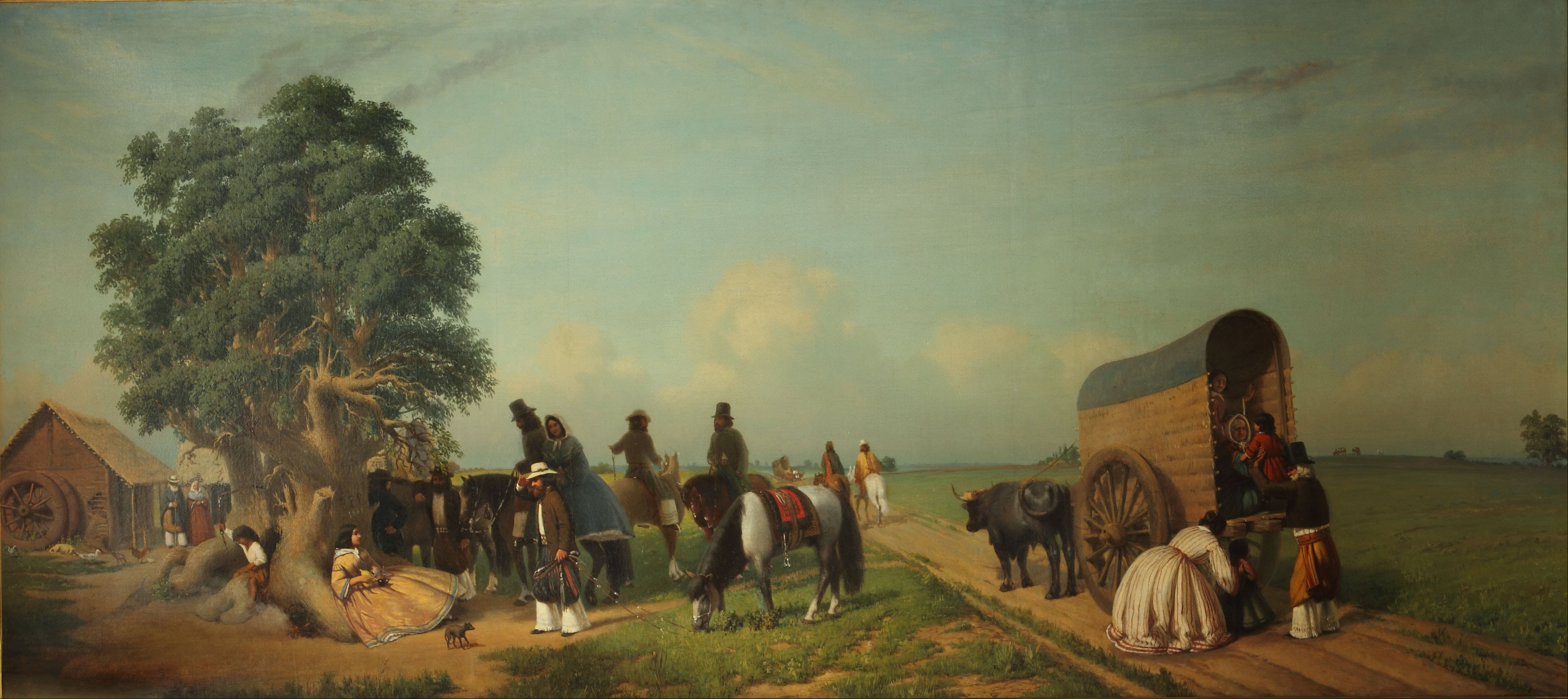
乡间小憩
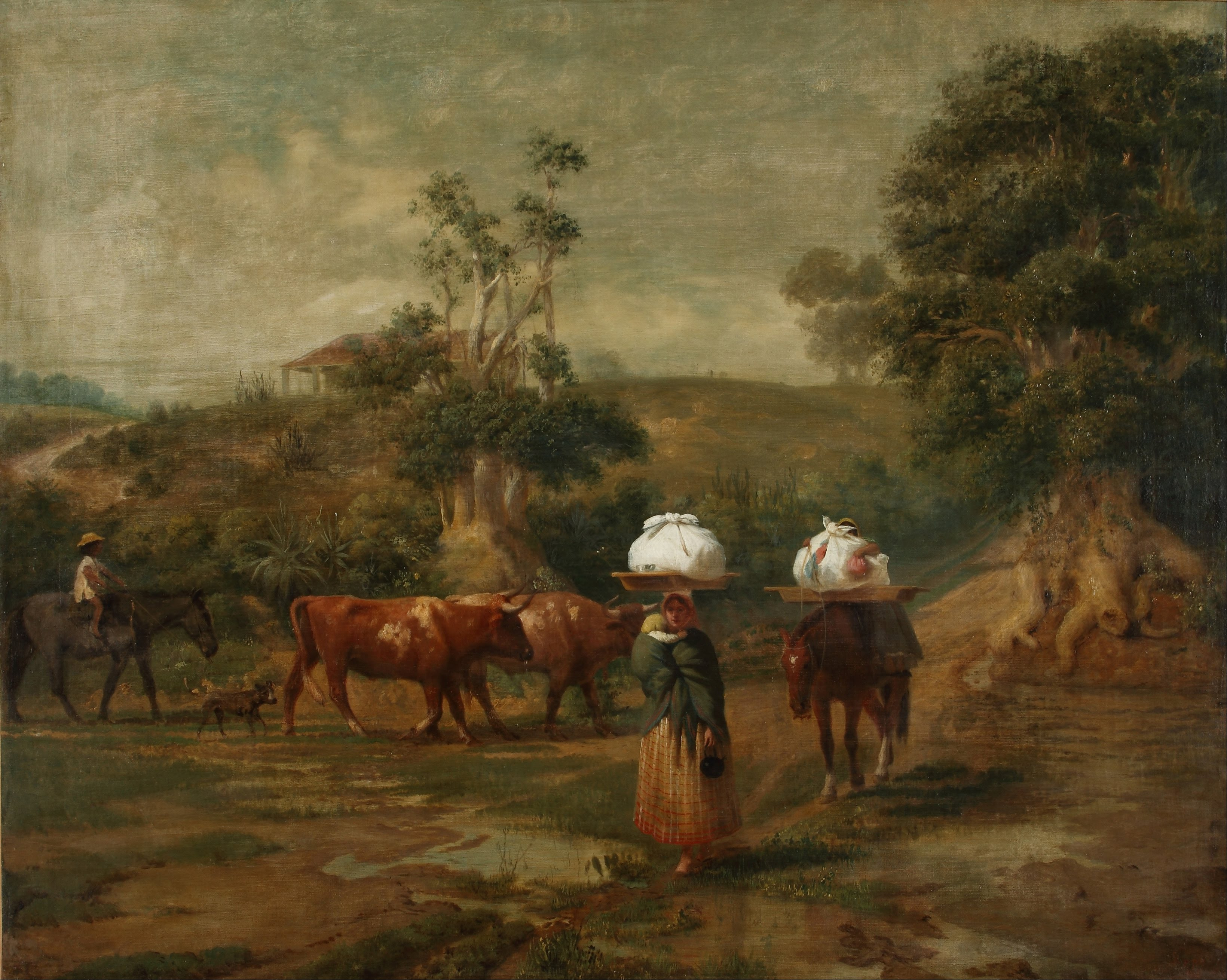
贝尔格拉诺河下游的洗衣妇
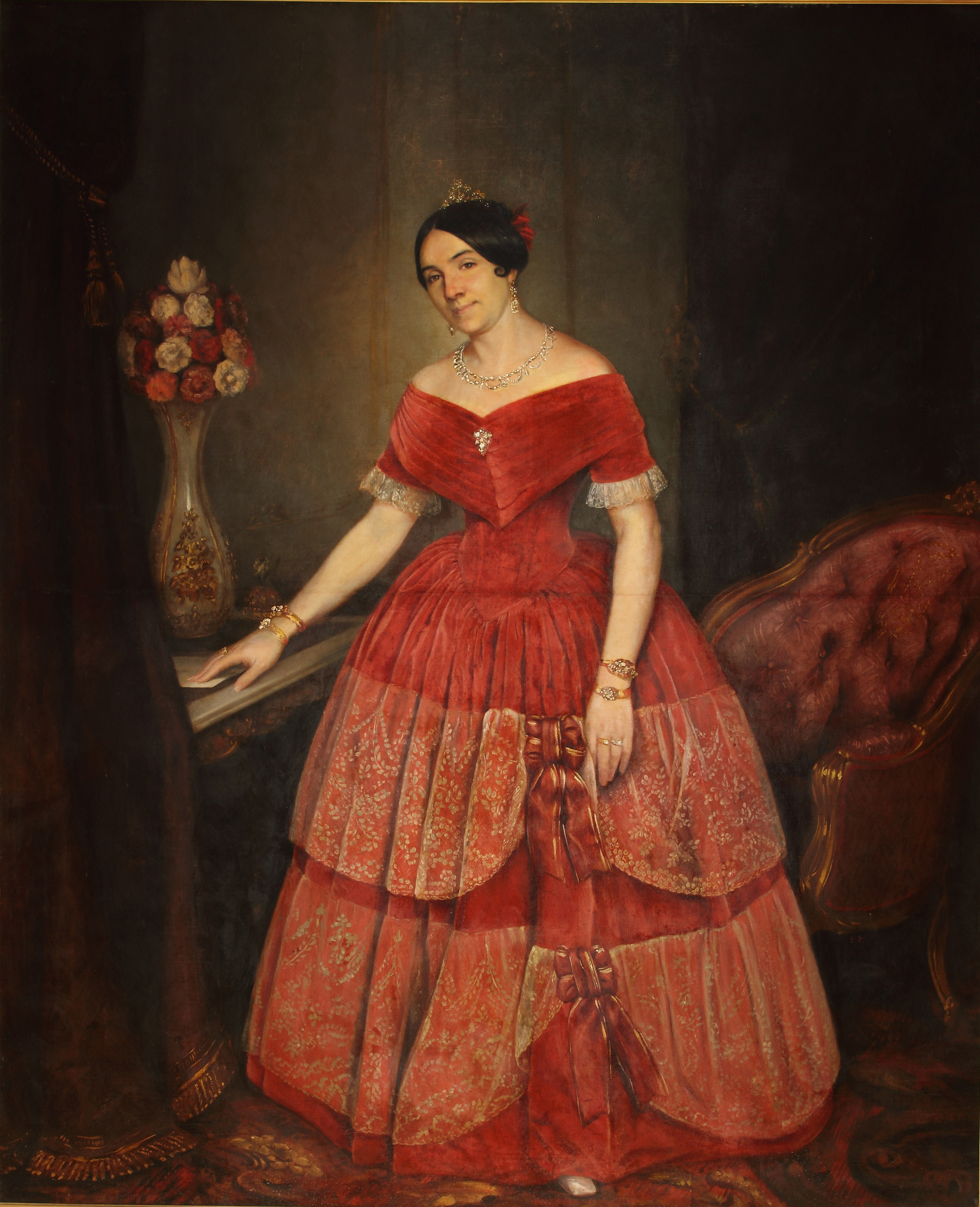
曼努埃丽塔·罗萨斯的全身像
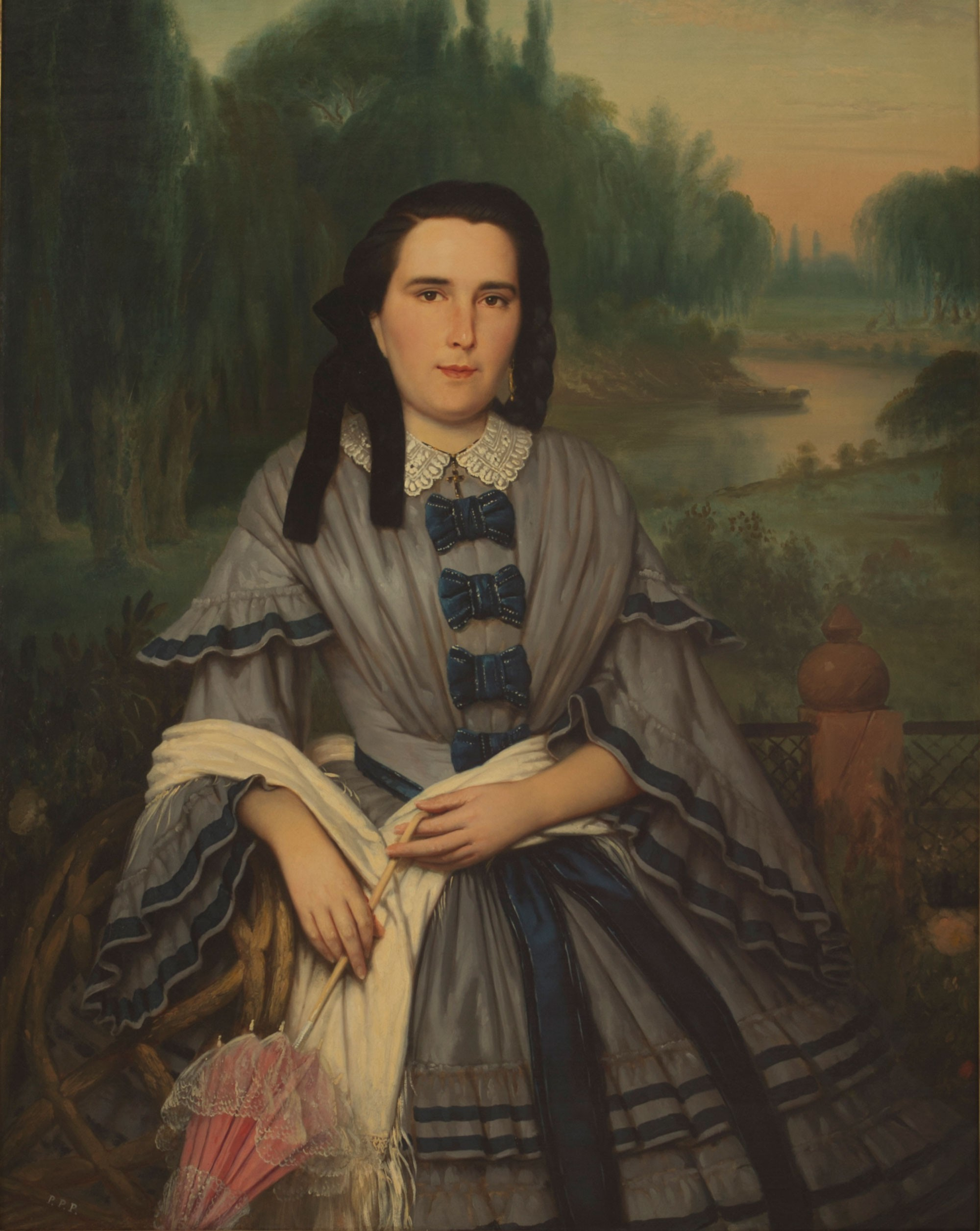
拿伞的少女